# Грин, Александр Викторович
Алекса́ндр Викторович Грин (наст. фамилия Гришечкин, род. 28 мая 1968 года, Баку) — российский певец и актёр, представитель современного неоромантизма в музыке.

## Биография
Александр Грин родился в Баку 28 мая 1968. Учился в Бакинской консерватории по классу вокала, затем — в ГИТИСе на факультете музыкального театра, параллельно работая в различных музыкальных театрах Москвы, в том числе в прославленной «Летучей мыши» под руководством Григория Гурвича. Позднее он работал в Лос-Анджелесе в шоу «Crazy Russian», что послужило толчком для начала сольной карьеры. Широкий диапазон голоса — 3,5 октавы — позволял Александру исполнять практически любые партии; голосовые данные певца позволяют ему «брать» ноты баса-профундо.
В 2001 на фестивале «Тысяча городов России», проходившем в рамках благотворительного движения «Звезды мира — детям», Монсеррат Кабалье вместе с Александром Грином спели дуэтом «Аве Марию» П. Масканьи.
25 мая 2001 года стал лауреатом национальной российской музыкальной премии «Овация» в номинации «лучший вокальный дебют года».

## Дискография
- Когда-нибудь (2000)
- Одинокая душа (2002)
- Осколки (2003)
- Лодка (2018)

## Клипы
- Просто любить (1999)
- Почтальон любви (2000)
- Поздно (2000)
- Ты уходишь прочь (2001)
- Чёрный лебедь (2002)
- Как жаль… (2002)
- Это была любовь (2003)[уточнить]

## Спектакли и мюзиклы
- Джельсомино в стране лжецов
- Чтеніе новой пьесы
- Я степую по Москве
- Сто лет кабаре
- Это — шоу-бизнес
- Вам позволено переиграть
- Великая иллюзия
- Волшебное путешествие
- Я

## Фильмография
- Подлинный художник, истинный артист, настоящий убийца (1994)
- Звёздная ночь в Камергерском (1997)
- Самая красивая (2005)
- Сыщики районного масштаба-2 (2008)